# Астрономический ежегодник СССР
«Астрономи́ческий ежего́дник СССР» (укр. Астрономічний щорічник СРСР) — щорічне видання АН СРСР.
«Астрономический ежегодник» укладався Інститутом теоретичної астрономії АН СРСР і містив дані про положення Сонця і Місяця на кожний день, положення планет і деяких зір, відомості про затемнення та ін. астрономічні явища, обчислені з хорошою на той час точністю.
Видавався на 1—2 роки наперед.